# Powszechność wyborów
Zasada powszechności – jedna z zasad wolnych wyborów. Określa krąg obywateli, którzy maja prawo do udziału w wyborach, według niej każdy obywatel ma zarówno czynne i bierne prawo wyborcze. Z zasadą powszechności wyborów w niezgodzie pozostaje wprowadzenie tzw. cenzusów wyborczych. We współczesnych krajach jedynymi wyjątkami jest wiek i pełnia władz umysłowych. Ponadto wyrokiem sądu można zostać pozbawionym praw publicznych.